# Liolaemus aparicioi
Liolaemus aparicioi — вид ігуаноподібних ящірок родини Liolaemidae. Ендемік Болівії. Описаний у 2012 році.

## Поширення і екологія
Liolaemus aparicioi відомі з типової місцевості, розташованої в Болівійських Андах, в департаменті Ла-Пас. Вони живуть в сухих долинах, місцями порослих колючими чагарниками, кактусами і деревами. Зустрічаються на висоті від 3000 до 3900 м над рівнем моря.

## Збереження
МСОП класифікує цей вид як такий, що перебуває на межі зникнення. Liolaemus aparicioi загрожує знищення природного середовища.